# Tütenlampe

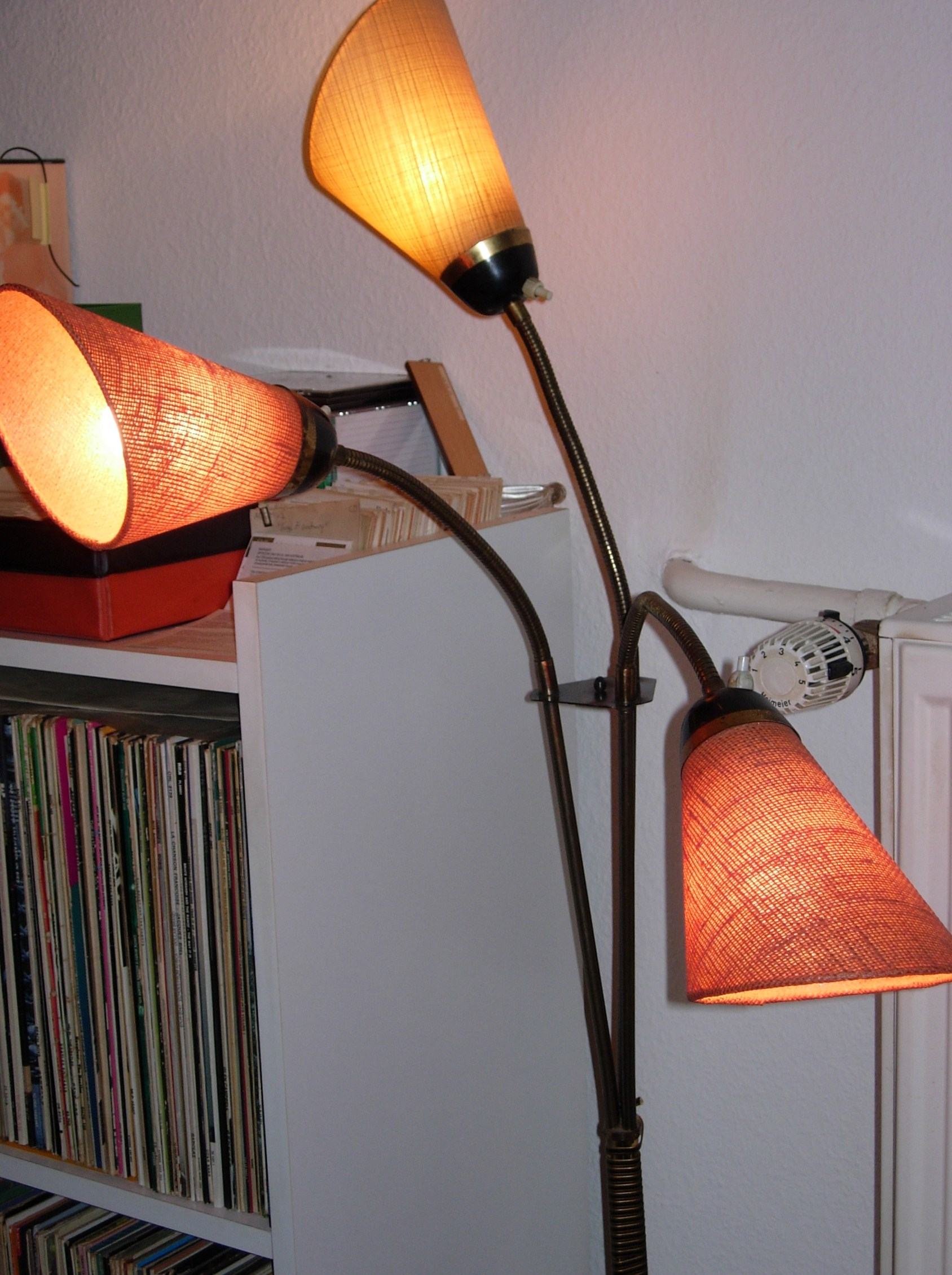
Dreistrahlige Tütenlampe

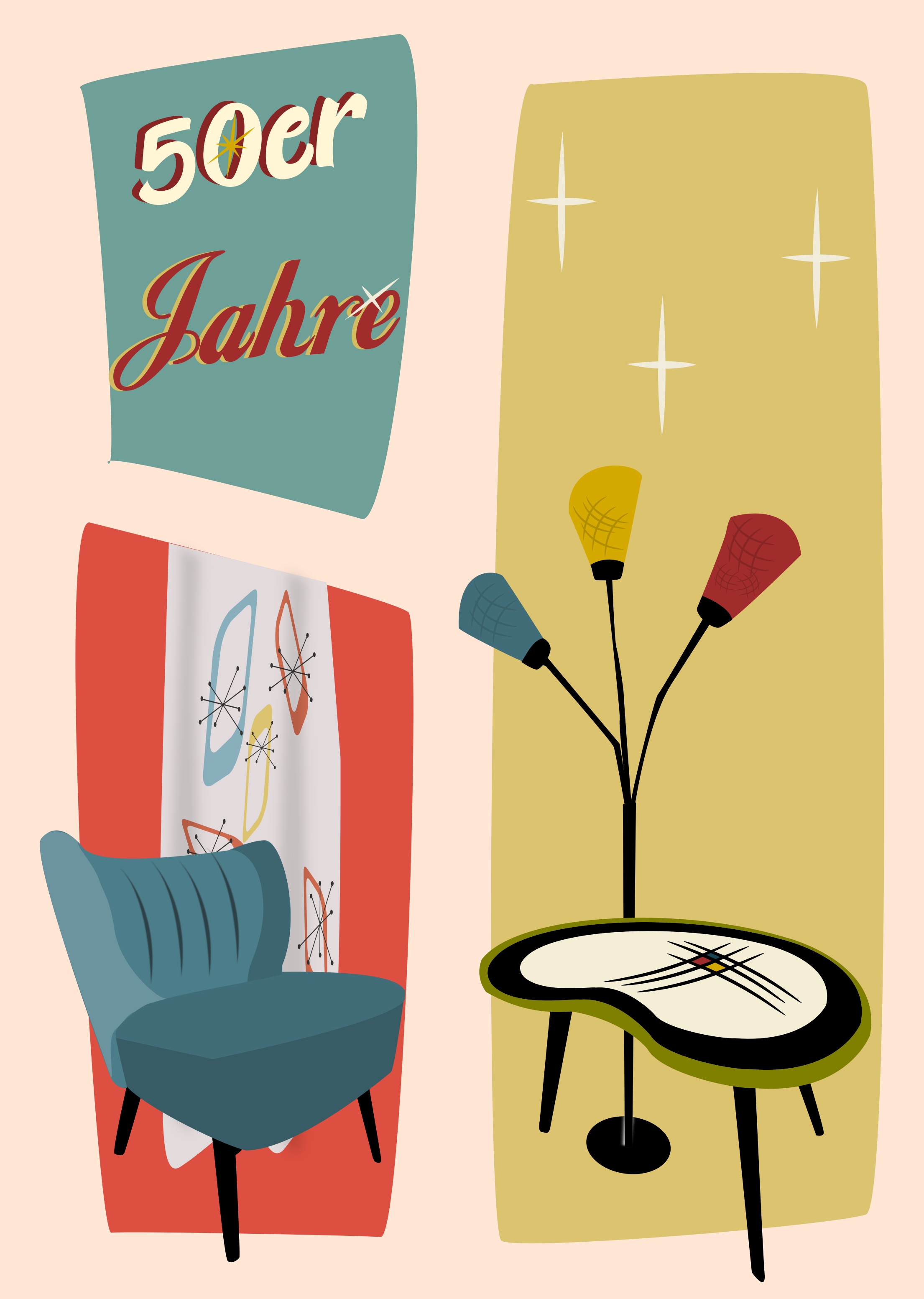
Möbel der 1950er Jahre, mit Tütenlampe, Nirentsch und Cocktailsessel

Eine Tütenlampe ist eine für die 1950er Jahre typische elektrische Steh-, Tisch- bzw. Wandlampe mit tütenförmigem buntem Lampenschirm. Die „typische“ Tütenlampe hat drei Schirme, es gibt aber auch viele Varianten mit nur zwei Schirmen. Fast immer ruht der Lampenständer, welcher aus Messing oder messingfarben ist, auf einem runden oder nierenförmigen Fuß, der ebenfalls messingfarben, schwarz oder manchmal auch aus Holz ist. In den meisten Fällen befinden sich zwischen den Tüten und dem Lampenständer flexible Arme. Die Tüten sind aus Kunststoff, versteiftem Stoff oder Papier, sogenannter Elefantenhaut. In den wenigen Jahren, in denen Tütenlampen produziert wurden, entstand eine schier unendliche Anzahl von Variationen, weshalb die Beschreibung der Eigenschaften lediglich das typischste Aussehen beschreibt. Manko vieler dieser Lampen: Nach einiger Zeit des Gebrauchs schmorten sie durch die Hitze der Glühlampen (teilweise gefährlich!) an, und es bildeten sich die typischen braunen Flecken auf den Schirmen (meistens rund oder oval). Mittlerweile sind die meisten Exemplare nicht mehr in Betrieb und erhaltene, besonders mit originalen unverschmorten Schirmen, steigen stark im Wert, wenn die Tüten verschiedenfarbig sind besonders. 
Neben der Tütenlampe gehören zu den typischen Möbeln der 1950er Jahre in Deutschland die Tulpenlampe, der Nierentisch und der Cocktailsessel.